# WebMatrix
WebMatrix - darmowa aplikacja stworzona przez firmę Microsoft, służąca do tworzenia aplikacji internetowych. Umożliwia tworzenie aplikacji w takich technologiach jak PHP oraz ASP.NET. WebMatrix posiada wbudowany serwer IIS Express, pozwalający lokalnie testować aplikacje przed ich wdrożeniem na docelowym serwerze. Jako baza danych może być użyta Microsoft SQL w wersji Express lub Compact Edition bądź MySQL dla aplikacji napisanych w PHP.
WebMatrix oferuje trzy sposoby tworzenia aplikacji.
- Wykorzystanie gotowej aplikacji znajdującej się w galerii. WebMatrix oferuje kilkadziesiąt gotowych aplikacji, między innymi
  - WordPress
  - Drupal
  - Joomla!
  - phpBB
  - DotNetNuke
  - Umbraco
  - i inne
- Utworzenie aplikacji na podstawie szablonu. Do dyspozycji są takie szablony jak
  - kalendarz
  - galeria zdjęć
  - przykładowa strona piekarni
  - startowy projekt ASP.NET MVC
- Utworzenie aplikacji z plików znajdujących się we wskazanym katalogu

WebMatrix umożliwia również tworzenie i zarządzanie bazą danych powiązaną z projektem. Wspierane bazy to SQL Server Compact, SQL Server oraz MySQL.
Ponadto WebMatrix oferuje następujące funkcjonalności:
- raportowanie - narzędzie pozwalające przetestować aplikację pod kątem SEO
- uruchamianie aplikacji w dowolnej zainstalowanej na komputerze przeglądarce
- śledzenie na żywo zapytań do tworzonej strony
- możliwość uruchomienia projektu w Visual Studio
- integracja z systemami kontroli wersji (GitHub, Codeplex)